# Bitwa pod Oruzgan
Bitwa pod Oruzganem – starcie wojsk amerykańskich wspomaganych przez armię afgańską przeciw talibom, które miało miejsce 8 sierpnia 2007 roku.
Grupa około 150 talibów zaatakowała armię USA. Talibowie wykorzystali w walce granaty, rakiety i broń palną (105mm). Bojownicy atakowali rzadko stosowanym przez nich atakiem czołowym. Siły koalicji walczyły za pomocą moździerzy i automatycznej broni palnej. Siły koalicji odparły krótkotrwały atak bojowników talibańskich i następnie przeszły do ofensywy zabijając ⅓ oddziałów wroga. Morale talibów drastycznie spadło i po wybiciu większej części oddziału, pozostali talibowie uciekli w panice. Bitwa dzięki moździerzom i asymetrycznym prowadzeniu działań wojennych okazała się zwycięska dla wojsk koalicji w Afganistanie. W tej bitwie armia amerykańska nie była wspomagana z powietrza w walce z talibami.